# Cryncus episcopus
Cryncus episcopus är en insektsart som först beskrevs av Henri Saussure 1877.  Cryncus episcopus ingår i släktet Cryncus och familjen syrsor. Inga underarter finns listade i Catalogue of Life.